# Método de aparelhagem de fluxo interrompido
O método de aparelhagem de fluxo interrompido, do inglês "stopped-flow", consiste uma técnica de laboratório utilizada para estudar reações rápidas, onde é possível monitorar, por exemplo, o dobramento de proteínas e obter valores cinéticos da reação. Para a observação de fases iniciais do processo de dobramento, é preciso observar a renaturação de proteínas retornando ao estado nativo, um processo rápido. Através da técnica stopped-flow, proteínas que estejam desnaturadas em solução, seja através do pH ou por algum agente desnaturante, possam ser diluída ou ter seu pH modificado a partir da injeção simultânea de um segundo reagente, permitindo assim o dobramento proteico. Existe um intervalo entre o tempo em que tem início a mistura dos reagentes e o tempo em começam às medições chamado tempo morto. Este período varia entre aparelhos. Entretanto, existem mecanismos ultrarrápidos de mistura contendo tempo morto menor de 40µs.